# TotalEnergies
 For artikel om cykelholdet → Team TotalEnergies.
TotalEnergies SE (tidligere Total S.A.) er et fransk olieselskab med hovedkvarter i Paris og et af de seks største ”Supermajor” olieselskaber i verden. Dets virksomhed dækker hele olie- og gas-kæden, fra råolie- og naturgasefterforskning og produktion til transport, raffinering, marketing og international oliehandel. Total er også storproducent af kemikalier.

## Historie
Efter at have afvist ideen om et partnerskab med Royal Dutch Shell, insisterede den franske premierminister Raymond Poincaré efter første verdenskrig på at Frankrig oprettede et udelukkende fransk olieselskab. På Poincarés opfordring hvervede Ernest Mercier støtte fra 90 banker og virksomheder til at danne Total d. 28. marts 1924 som Compagnie française des pétroles (CFP), direkte oversat "Det Franske Oliekompagni". Olie blev set som en stor nødvendighed i tilfælde af en ny krig med Tyskland. Det til trods, så var selskabet fra starten privatejet og blev introduceret på Pariserbørsen første gang i 1929. CFP blev tildelt Deutsche Banks 23,75% aktieandel i Turkish Petroleum Company (senere omdøbt til Iraq Petroleum Company), som en del af Frankrigs krigsskadeerstatning fra Tyskland efter første verdenskrig under San Remo-konferencen.
I 1985 blev selskabet omdøbt til Total CFP. I 1991 blev navnet simplificeret til Total. Efter Totals overtagelse af belgiske Petrofina i 1999, blev selskabet kendt som Total Fina. Efterfølgende opkøbte Total Fina det franske Elf Aquitaine og navnet blev herefter TotalFinaElf i 2000. Senere blev selskabet omdøbt til Total igen i 2003.
Så sent som i 1992 havde den franske regering stadig 5 procent af selskabets aktier fra et maksimum på over 30 procent. I tidsperioden mellem 1990 og 1994, steg den udenlandske ejerandel i selskabet fra 23 procent til 44 procent.

## I Danmark
I Danmark er Total en del af det konsortium, der sammen med Nordsøfonden skal efterforske, om der er mulighed for at udvinde skifergas fra den danske undergrund. Efterforskningslicensen giver ret til at søge efter olie og gas i Nordjylland og Nordsjælland[ i en årrække.
I august 2017 overtog Total Maersk Oil for 7,45 mia USD.

## I Afrika
I december 2022 sendte ngo'erne Friends of the Earth, Survie og fire ugandiske ngo'er oliekoncernen Total for retten og anklagede den for at overtræde loven om store franske virksomheders årvågenhedspligt med hensyn til menneskerettigheder og miljø..